# Adolfo Sánchez Vázquez
Adolfo Sánchez Vázquez (né le 17 septembre 1915 à Algésiras en Espagne et mort le 8 juillet 2011) est un philosophe, écrivain et professeur mexicain, d'origine espagnole.

## Biographie
Il a étudié la philosophie à l'université complutense de Madrid.
Pendant la guerre civile espagnole, il a été membre du Parti communiste d'Espagne et a été un combattant actif du camp républicain.
Vazquez a émigré à Mexico en 1939 avec de nombreux autres intellectuels, scientifiques et artistes, fuyant la victoire des fascistes.
Par la suite, Sánchez est devenu professeur de philosophie à l'université autonome de Mexico en 1959 et professeur émérite en 1985.
Adolfo Sánchez Vázquez a publié de nombreux ouvrages et était considéré comme un grand intellectuel marxiste d'Amérique latine.
Il est mort le 8 juillet 2011 à 95 ans.

## Distinctions et récompenses
- Docteur honoris causa de l'université autonome de Puebla
- Docteur honoris causa de l'université de Cadix
- Docteur honoris causa de l'université autonome de Nuevo León
- Docteur honoris causa de l'université de Guadalajara
- Docteur honoris causa de l'université nationale d'enseignement à distance de Madrid
- Docteur honoris causa de l'université complutense de Madrid
- Docteur honoris causa de l'université de Buenos Aires
- Docteur honoris causa de l'université de La Havane
- Prix universitaire national en recherche sur les humanités
- Prix national d'histoire, sciences sociales et de philosophie du gouvernement fédéral de Mexico (2002)
- Prix María Zambrano de la Junte d'Andalousie

## Décorations
- Grand-croix de l'ordre du Mérite civil (Espagne)
- Grand-croix de l'ordre d'Alphonse X le Sage

## Importance critique
Selon Stefan Gandler: 

« Adolfo Sánchez Vázquez et Bolívar Echeverría (professeurs de la Universidad Nacional Autónoma de México) sont deux des philosophes contemporains les plus intéressants et importants au niveau mondial." Méritent tout particulièrement d'être étudiés leurs "concepts de praxis politique/artistique/économique, procès de connaissance, idéologie(s), forme naturel/valeur d’usage, production/consommation des signes et du quadruple ethos moderne, lesquelles permettent une approximation critique aux relations sociales existantes. »

— Stefan Gandler
.

## Publications

### Textes originaux
- El pulso ardiendo (1942).
- Las Ideas Estéticas de Marx (1965)
- La Filosofía de la Praxis (1967)
- "Prólogo" a Karel Kosik, Dialéctica de lo concreto 1967
- Rousseau en México (la filosofía de Rousseau y la ideología de la independencia) (1969)
- Ética (1969)
- Estética y marxismo (1970)
- Antología. Textos of Estética y Teoría del Arte (1972)
- Del Socialismo Científico al Socialismo Utópico (1975)
- Invitación a la estética (1992)
- Filosofía y circunstancias (1997)
- Recuerdos y reflexiones del exilio (1997)
- A tiempo y destiempo (2003)
- Etica y política (2007)

### Traductions en français
Philosophie de la praxis, Delga, 2020, 573 p. (traduit pas Luis Dapelo).
''Questions esthétiques et artistiques contemporaines, Delga, 2021, 339 p. (traduit par Luis Dapelo).
''Les idées esthétiques de Marx, Delga, 2022, 378 p. (traduit par Luis Dapelo).